# رأسمالية متقدمة

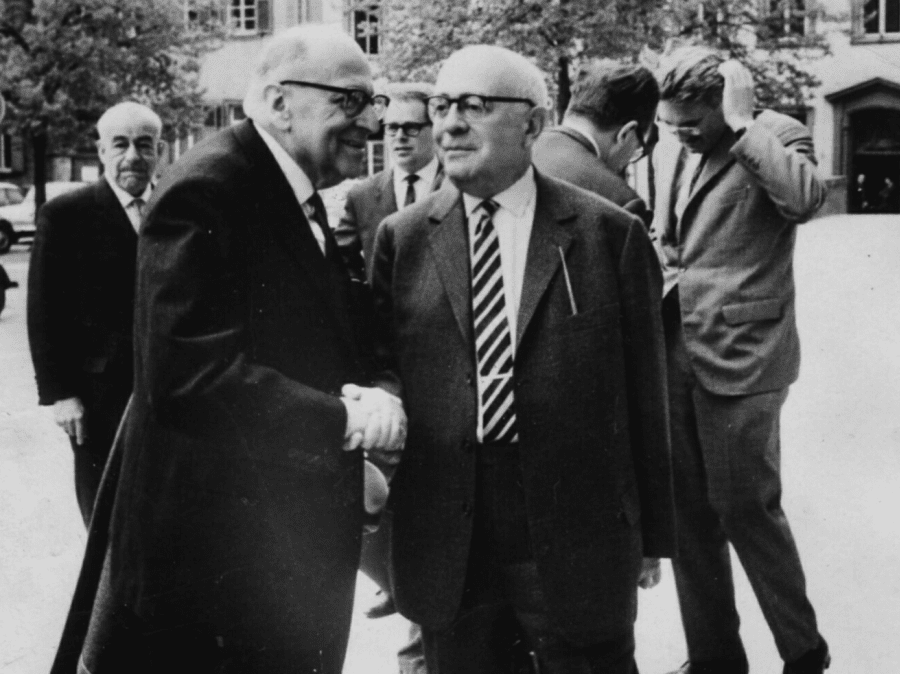

في الفلسفة السياسية، وخاصة النظرية النقدية لمدرسة فرانكفورت، الرأسمالية المتقدمة هي الوضع الذي يتعلق بمجتمع تم فيه دمج النموذج الرأسمالي وتطويره بعمق وعلى نطاق واسع ولفترة طويلة. يميز التعبير الرأسمالي المتقدم مثل هذه المجتمعات عن الأشكال التاريخية السابقة للرأسمالية والمركنتالية والرأسمالية الصناعية، ويتداخل جزئيًا مع مفاهيم الدولة المتقدمة؛ من عصر ما بعد الصناعة؛ الرأسمالية المالية. ما بعد الفوردية. المجتمع المذهل. الثقافة الإعلامية؛ ورأسمالية «متطورة» و«حديثة» و«معقدة».
يحدد العديد من الكتاب أنطونيو غرامشي كمنظّر مبكر مؤثر للرأسمالية المتقدمة، حتى لو لم يستخدم المصطلح بنفسه. سعى غرامشي في كتاباته إلى شرح كيف تكيفت الرأسمالية لتجنب الإطاحة الثورية التي بدت حتمية في القرن التاسع عشر. في قلب تفسيره كان تراجع الإكراه الخام كأداة للسلطة الطبقية، تم استبداله باستخدام مؤسسات المجتمع المدني للتلاعب بالإيديولوجية العامة لصالح الرأسماليين.
كان يورغن هابرماس مساهمًا رئيسيًا في تحليل المجتمعات الرأسمالية المتقدمة. لاحظ هابرماس أربع سمات عامة تميز الرأسمالية المتقدمة:
- تركيز النشاط الصناعي في عدد قليل من الشركات الكبرى
- الاعتماد المستمر على الدولة لتحقيق الاستقرار في النظام الاقتصادي
- حكومة ديمقراطية رسمية تضفي الشرعية على أنشطة الدولة وتبدد معارضة النظام
- يزداد استخدام الأجر الاسمي لتهدئة أضعف قطاعات القوى العاملة [4]

## قائمة المراجع
- يورغن هابرماس. أزمة الشرعية. عبر. بواسطة T. McCarthy. بوسطن: بيكون، 1973. من كتب جوجل ؛ مقتطفات
- Sombart ، Werner (1916) Der moderne Kapitalismus. Historisch-systematische Darstellung des gesamteuropäischen Wirtschaftslebens von seinen Anfängen bis zur Gegenwart. edn النهائي. 1916، النائب. 1969، غلاف عادي edn. (3 مجلدات في 6): 1987 ميونيخ: dtv. (أيضًا بالإسبانية؛ لا توجد ترجمة إنجليزية حتى الآن.)
- إنفاق الدولة إيان جوف في الرأسمالية المتقدمة مراجعة اليسار الجديد
- فريدريك جيمسون (1991) ما بعد الحداثة، أو المنطق الثقافي للرأسمالية المتأخرة
- إرنست ماندل الرأسمالية المتأخرة